# Crossing the Fiery Path
Crossing the Fiery Path är det grekiska black metal-bandet Necromantias debutalbum. Det spelades in i Sin Ena Studio under våren 1993, utom spåret Lord Of The Abyss som spelades in redan december 1991. Albumet utgavs av Osmose Productions 1993. Text och musik är skriven av Necromantia utom texten till Les Litanies De Satan som är av den franska 1800-talspoeten Charles Baudelaire. Plattan återutgavs 2002 som en del av dubbel-CD:n Cults of the Shadow. En ny utgåva av Black Lotus Records kom 2005, då med Omen-covern "Death Rider" som bonusspår. Omslagsdesignen är skapad av Panos Sounas.

## Låtlista
1. The Vampire Lord Speaks... – 1:45
2. The Warlock – 13:35
3. Last Song for Valdezie – 5:12
4. Unchaining the Wolf (At War...) – 5:01
5. Intro – 0:37
6. Les Litanies de Satan – 9:26
7. Lord of the Abyss – 7:28
8. Tribes of the Moon – 4:14

Total speltid 47:13 
- Death Rider - Omen-cover, bonusspår 2005

## Banduppsättning
- The Magus (George Zaharopoulos), sång, bas
- Baron Blood (Makis), 8-strängad bas

### Gästmusiker
- Slow Death - bakgrundssång
- Inferno - synthesizer, piano
- Nick Adams - trummor
- Yiannis Papayiannis - tabla, percussion
- Dave P. - gitarr
- Cabeza - bakgrundssång på Les Litanies De Satan
- Gothmog - bakgrundssång på Les Litanies De Satan